# بییامارتین د کامپس
بییامارتین د کامپس (به اسپانیایی: Villamartín de Campos) یک شهرستان در اسپانیا است که در استان پالنسیا واقع شده‌است.

## خصوصیات
بییامارتین د کامپس ۳۵ کیلومترمربع مساحت و ۱۳۴ نفر جمعیت دارد.